# Edmore (Dakota du Nord)
Pour les articles homonymes, voir Edmore.
La ville américaine d’Edmore est située dans le comté de Ramsey, dans l’État du Dakota du Nord. Lors du recensement de 2010, sa population s’élevait à 182 habitants.

## Histoire
Edmore a été fondée en 1901.

## Démographie
| 1910 | 1920 | 1930 | 1940 | 1950 | 1960 |
| ---- | ---- | ---- | ---- | ---- | ---- |
| 344  | 501  | 396  | 453  | 458  | 405  |

| 1970 | 1980 | 1990 | 2000 | 2010 | - |
| ---- | ---- | ---- | ---- | ---- | - |
| 398  | 416  | 329  | 256  | 182  | - |

## Source
- (en) Cet article est partiellement ou en totalité issu de l’article de Wikipédia en anglais intitulé « Edmore, North Dakota » (voir la liste des auteurs).